# Franziska Kinz
Franziska Kinz född 21 februari 1897 i Kufstein/Tirol död 29 april 1980, österrikisk skådespelare. Hon var gift Kaesbach.

## Filmografi (urval)
- 1929 - Das Tagebuch einer Verlorenen
- 1930 – Väter und Söhne
- 1956 - Anastasia, die letzte Zarentochter
- 1959 - La vache et le prisonnier